# Абдігапар Жанбосинули
Абдігапар Жанбосинули (каз. Әбдіғапар Жанбосынұлы; 1870 — 21 листопада 1919) — керівник, старший хан Тургайської області під час народного повстання 1916—1917 років.

## Життєпис
21 листопада 1916 року установчі збори населення 13 волостей призначили Абдігапара Жанбосинули старшим ханом, а Амангельди Іманова — сардарбеком повстання. Жанбосинули керував на основі степової демократії, пристосованої до воєнного стану. Рада з 20 народних представників спільно вирішувала військові, адміністративні та господарські питання.
Під час повстання до Жанбосинули долучились повстанські формування багатьох регіонів Казахстану. Торгайський край став найбільшим центром національно-визвольного руху 1916 року в Казахстані. Зрештою, Жанбосинули був заарештований та ув'язнений, однак від покарання його врятувала Лютнева революція, що почалась на Росії.
У березні 1918 року Оренбурзі Жанбосинули брав участь у 1-му Торгайському з'їзді рад. Пізніше підтримав радянську владу. Загинув 21 листопада 1919 року від рук червоноармійців — був застрілений у спину під час молитви.